# IC 1464-1
IC 1464-1 — галактика типу S  M (спіральна змішана галактика) у сузір'ї Водолій.
Цей об'єкт міститься в оригінальній редакції індексного каталогу.